# Cate Jenkins
Cate Jenkins é química da Agência de Proteção Ambiental, mais conhecida por denunciar possíveis efeitos na saúde decorrentes dos ataques de 11 de setembro de 2001, tendo sido despedida em 2010 e readmitida por ordem dos tribunais em 2012.